# Римски уговор (1957)
Римски уговор је уговор потписан 1957. године у Риму, којим су основане су Европска економска заједница (ЕЕЗ) и Европска заједница за атомску енергију (Еуратом).
ЕЕЗ-ом је установљена царинска унија између шест држава потписница (Белгија, Француска, Италија, Луксембург, Холандија и Немачка) и постављени су критеријуми и темељни циљеви стварања заједничког тржишта које би осигурало слободно кретање људи, роба, услуга и капитала.
Еуроатом је поставио циљеве развоја истраживања нуклеарне енергије и њене употребе у цивилне сврхе. Ступањем на снагу Уговора о Европској унији Европска економска заједница преименована је у Европску заједницу (ЕЗ), а Уговор о ЕЕЗ-у постао је Уговор о ЕЗ-у.

## Историја
Три догађаја су обликовала опоравак западне Европе након Другог светског рата. Као прво, три западне зоне у Немачкој су се ујединиле 1946–1947 године у једну економску целину, захваљујући снази савезника, док је источна зона одбила да се придружи. 
Друго, Сједињене Америчке Државе су одлучиле да зауставе ширење комунизма. Уједињено Краљевство, које је банкротирало, затражило је новчани зајам од САД, како би помогло грчкој влади у борби против комунистичке побуне. Уследио је одговор у виду Труманове доктрине објављене у марту 1947. године, када је председник затражио од Конгреса да одобри 400 милиона долара за помоћ Грчкој и Турској. 
И треће, Влада САД је одлучила да је Европи потребан брз опоравак, па је у ту сврху потрошила дванаест и по милијарди долара између 1948. и 1951. године. План који је добио име по америчком државном секретару Џорџу Маршалу, прихватио је да је амерички изолационизам изазвао штету њеним сопственим интересима као и и интересима Европе. По Маршаловом плану једна четвртина новца била је намењена Великој Британији, петина Француској, остатак новца осталим европским земљама. Совјетски Савез је одбацио план као капиталистички и наредио свим земљама источног блока да одбију помоћ.
Западнонемачка економска зона представила је 18. јуна 1948. године у Дармштату немачку марку као средство плаћања, а већ 28. јуна совјетске трупе су изоловале Берлин, са циљем да нова валута не пређе у њихов сектор. Од тог тренутка па надаље,  совјетска политика је била усмерена на успостављање војне и економске контроле над источном Европом, као и на економску изолацију од капиталистичког света.